# 大野敦子
大野 敦子（おおの あつこ、1975年11月28日 - ）は、日本の映画プロデューサーである。

## 経歴
神奈川県出身。大学を卒業したのち、一般企業に就職する。映画美学校フィクション・コース第2期高等科修了。木村有理子監督の『犬を撃つ』がカンヌ国際映画祭に招待された際、事務局で英語のやり取りを手伝う。そこでユーロスペース社長の堀越謙三と知り合ったことをきっかけに、ユーロスペースに入社。『どこに行くの?』『Merde』『パンドラの匣』などの製作を手がけた。その後パリに移住し『海女さん』『バンコクナイツ』などを製作。

## フィルモグラフィー

### プロデューサー
- 映画番長シリーズ 第2弾エロス番長 「ユダ」（2004、ユーロスペース、監督：瀬々敬久）
- 映画番長シリーズ 第2弾エロス番長 「ともしび」（2004、ユーロスペース、監督：吉田良子）
- 映画番長シリーズ 第2弾エロス番長 「ラブ キル キル」（2004、ユーロスペース、監督：西村晋也）
- 映画番長シリーズ 第2弾エロス番長 「片目だけの恋」（2004、ユーロスペース、監督：渡辺謙）
- 映画番長シリーズ 第3弾ホラ〜番長 「ソドムの市」（2004、ユーロスペース、監督：高橋洋）
- 映画番長シリーズ 第3弾ホラ〜番長 「運命人間」（2004、ユーロスペース、監督：西山洋市）
- 映画番長シリーズ 第3弾ホラ〜番長 「稀人（まれびと）」（2004、ユーロスペース、監督：清水崇）
- 映画番長シリーズ 第3弾ホラ〜番長 「月猫に蜜の弾丸（たま）」（2004、ユーロスペース、監督：港博之）
- ギミー・ヘブン （2006、ユーロスペース／アートポート、監督：松浦徹） - アシスタントプロデューサー
- ハヴァ、ナイスデー 「birthday girl」（2006、パノラマ、監督：長澤雅彦）
- ハヴァ、ナイスデー 「夕凪」（2006、パノラマ、監督：安里麻里） - アソシエイト・プロデューサー
- ハヴァ、ナイスデー 「お別れのバラード」（2006、パノラマ、監督：本田隆一） - アソシエイト・プロデューサー
- ハヴァ、ナイスデー 「wonderfulswim」（2006、パノラマ、監督：飯塚健） - アソシエイト・プロデューサー
- ハヴァ、ナイスデー 「35度の彼女」（2006、パノラマ、監督：筧昌也）
- ハヴァ、ナイスデー 「バリガー」（2006、パノラマ、監督：柿本ケンサク） - アソシエイト・プロデューサー
- ハヴァ、ナイスデー 「世界でいちばん身体にいいこと」（2006、パノラマ、監督：本田昌広）
- ハヴァ、ナイスデー 「35度の彼女」（2006、パノラマ、監督：中野裕之） - アソシエイト・プロデューサー
- ハヴァ、ナイスデー 「WAITER」（2006、パノラマ、監督：日向朝子）
- ハヴァ、ナイスデー 「初恋のてんまつ」（2006、パノラマ、監督：永田琴） - アソシエイト・プロデューサー
- AA Signature：Aquirax 音楽批評家 間章（2006、ユーロスペース、監督：青山真治）
- AA（2007、ユーロスペース、監督：青山真治）
- コンナオトナノオンナノコ（2007、アムモ、監督：冨永昌敬）[5]
- どこに行くの?（2008、バイオタイド、監督：松井良彦）
- TOKYO!第2話「メルド」（2008、ビターズ・エンド、監督：レオス・カラックス） - アソシエイト・プロデューサー
- パンドラの匣 （2009、東京テアトル、監督：冨永昌敬）
- ランニング・オン・エンプティ （2010、アムモ、監督：佐向大）
- ゲゲゲの女房（2010、ファントムフィルム、監督：鈴木卓爾） - アソシエイト・プロデューサー
- アトムの足音が聞こえる（2011、東風、監督：冨永昌敬）
- 劇場版 神聖かまってちゃん ロックンロールは鳴り止まないっ（2011、SPOTTED PRODUCTIONS、監督：入江悠）
- 明日泣く（2011、ブラウニー、監督：内藤誠）[6]
- イヌミチ（2014、監督：万田邦敏）

### その他
- 黒アゲハ教授（1999、映画美学校、監督：福井廣子） - スクリプター
- 月へ行く（2000、映画美学校、監督：植岡喜晴） - 助監督[7]
- 寝耳に水（2000、映画美学校、監督：井川耕一郎） - 製作補[8]
- 桶屋（2000、映画美学校、監督：西山洋市） - 編集助手[9]
- パビリオン山椒魚 （2006、東京テアトル／スタイルジャム、監督：冨永昌敬） - プロダクション・マネージャー
- ノン子36歳（家事手伝い）（2008、ゼアリズエンタープライズ、監督：熊切和嘉） - 撮影協力
- 一周忌物語（2009、東風、監督：安達寛高（乙一）） - キャスティング
- 桃まつり presents 真夜中の宴「granite（グラニテ）」（2008、桃まつり） - 監督・脚本
- 桃まつり presents 真夜中の宴「感じぬ渇きと」（2008、桃まつり） - 監督・脚本・編集